# Renault RE30
O  RE30/RE30B/RE30C  é o modelo da Renault das temporadas de 1981, 1982 e de 1983 da Fórmula 1. Condutores do modelo: Alain Prost, René Arnoux e Eddie Cheever.

## Resultados[1][2][3]
(legenda) (em negrito indica pole position e itálico volta mais rápida)
| Ano  | Chassi | Motor                        | Pneus | N° | Pilotos       | 1   | 2   | 3   | 4   | 5   | 6   | 7   | 8   | 9   | 10  | 11  | 12  | 13  | 14  | 15  | 16  | Pontos   | Posição |  |
| ---- | ------ | ---------------------------- | ----- | -- | ------------- | --- | --- | --- | --- | --- | --- | --- | --- | --- | --- | --- | --- | --- | --- | --- | --- | -------- | ------- |  |
|      |        |                              |       |    |               |     |     |     |     |     |     |     |     |     |     |     |     |     |     |     |     |          |         |  |
|      |        |                              |       |    |               | USW | BRA | ARG | SMR | BEL | MON | ESP | FRA | GBR | GER | AUT | NED | ITA | CAN | LVS |     |          |         |  |
| 1981 | RE30   | Renault-Gordini EF1 V6 Turbo | M     | 15 | Alain Prost   |     |     |     |     |     | Ret | Ret | 1   | Ret | 2   | Ret | 1   | 1   | Ret | 2   |     | 481 (54) | 3°      |  |
| 1981 | RE30   | Renault-Gordini EF1 V6 Turbo | M     | 16 | René Arnoux   |     |     |     |     | NQ  |     | 9   | 4   | 9   | 13  | 2   | Ret | Ret | Ret | Ret |     | 481 (54) | 3°      |  |
|      |        |                              |       |    |               |     |     |     |     |     |     |     |     |     |     |     |     |     |     |     |     |          |         |  |
|      |        |                              |       |    |               | RSA | BRA | USW | SMR | BEL | MON | USE | CAN | NED | GBR | FRA | GER | AUT | SUI | ITA | LVS |          |         |  |
| 1982 | RE30B  | Renault-Gordini EF1 V6 Turbo | M     | 15 | Alain Prost   | 1   | 1   | Ret | Ret | Ret | 7   | NC  | Ret | Ret | 6   | 2   | Ret | 8   | 2   | Ret | 4   | 62       | 3°      |  |
| 1982 | RE30B  | Renault-Gordini EF1 V6 Turbo | M     | 16 | René Arnoux   | 3   | Ret | Ret | Ret | Ret | Ret | 10  | Ret | Ret | Ret | 1   | 2   | Ret | 16  | 1   | Ret | 62       | 3°      |  |
|      |        |                              |       |    |               |     |     |     |     |     |     |     |     |     |     |     |     |     |     |     |     |          |         |  |
|      |        |                              |       |    |               | BRA | USW | FRA | SMR | MON | BEL | USE | CAN | GBR | GER | AUT | HOL | ITA | EUR | RSA |     |          |         |  |
| 1983 | RE30C  | Renault-Gordini EF1 V6 Turbo | M     | 15 | Alain Prost   | 7   |     |     |     |     |     |     |     |     |     |     |     |     |     |     |     | 0 (79)2  | 2°      |  |
| 1983 | RE30C  | Renault-Gordini EF1 V6 Turbo | M     | 16 | Eddie Cheever | Ret | 13  |     |     |     |     |     |     |     |     |     |     |     |     |     |     | 0 (79)2  | 2°      |  |

↑1  Prost conduziu o RE20B do GP do Oeste dos Estados Unidos até a Bélgica e Arnoux até Mônaco marcando 6 pontos.
↑2  Do GP do Oeste dos Estados Unidos (Prost) e do GP da França (Cheever) até o final da temporada utilizaram o RE40 marcando 79 pontos totais.